# 10044 Squyres
10044 Squyres (1985 RU) là một tiểu hành tinh vành đai chính được phát hiện ngày 15 tháng 9 năm 1985 by husband và wife team Carolyn và Gene Shoemaker ở Palomar. Nó được đặt theo tên planetary scientist Steve Squyres.